# Irlande (Holmès)
Pour les mélodies de Berlioz, voir Irlande (Berlioz). Pour les autres significations, voir Irlande.
Irlande, sous-titré « légende symphonique pour orchestre », est un poème symphonique d'Augusta Holmès composé en 1882 et créé la même année.

## Contexte historique
L'œuvre est composée en 1882 par Augusta Holmès et elle est créée le 26 mars 1882 aux Concerts Populaires, dirigés par Jules Pasdeloup au Cirque d'Hiver. À sa création, et à ses différentes interprétations, elle a eu un beau succès, tant à Paris qu'à l'étranger. Le poème symphonique est vu comme ayant une sureté de touche et une originalité bien tranchée, avec un souffle poétique présent. Il est dédié à Jules Pasdeloup.
Une épigramme est placée en avant de la partition :

« Île triste, un pâtre te chante sur tes collines brumeuses.
Autrefois tes fils buvaient, riaient, dansaient, en heurtant les coupes de fer et les haches, dans la bonne humeur furieuse des festins.
Le deuil est venu, avec l'esclavage. Tordez vos bras, pleureuses ! puisque la patrie n'est plus.
Mais le cor sonne ! Écoutez, voyez ! Les rocs s'écroulent, et, de la terre entr'ouverte, jaillit une armée de cavaliers géants.
Ils viennent ! les voici !
Chante, ô peuple misérable, ton vieux chant triomphal : car les héros de l'antique Irlande sortent des tombeaux séculaires pour la délivrance de leurs enfants. »

## Structure
L'œuvre est en un seul mouvement, bien qu'il puisse se subdiviser en trois parties.

## Orchestration
| Cordes                                                                                                   |
| --- |
| premiers violons, seconds violons, altos, violoncelles, contrebasses,                                    |
| Bois |
| 1 petite flûte, 2 grandes flûtes, 2 hautbois, 1 cor anglais, 2 clarinettes en si bémol, 4 bassons,       |
| Cuivres                                                                                                  |
| 2 cors en sol, 2 cors en fa, 4 trompettes en ré, 3 trombones, 1 tuba en ut,                              |
| Percussions                                                                                              |
| 2 harpes, cloches, triangle, tambour voilé, tam-tam, 2 timbales en sol et en ré, grosse caisse, cymbales |

## Analyse
La symphonie commence avec une phrase de clarinette seule, suivie d'une danse guerrière et sauvage. Le motif de la danse est ensuite ralenti pour donner une plainte déchirante. La phrase est reprise tour à tour par les violons et les violoncelles en sourdine, soutenue par le tambour voilé. Après deux appels de cor et un crescendo commence un chant large et soutenu qui conclut l'œuvre.

## Critique
La création d'Irlande a été un franc succès, bien que l'œuvre n'ait pas été rejouée plusieurs jours de suite. Le Gaulois rapporte la création de la « légende symphonique », comme ayant eu un accueil chaleureux, pour une œuvre dont l'inspiration est tour à tour agreste, héroïque ou mélancolique. Selon l'auteur, l'orchestration y est traitée de main de maître. Le Ménestrel en parle aussi, soulignant l'habileté de facture, la vérité d'accents et l'élévation d'idées de l'œuvre, plaçant la compositrice parmi les auteurs les plus marquants de l'époque.

## Interprétation
- Concerts Populaires, direction Jules Pasdeloup, 26 mars 1882[6]
- Concerts Populaires, direction Jules Pasdeloup, 7 avril 1882[7]
- Concerts Populaires, direction Jules Pasdeloup, 26 novembre 1882[8]
- Concerts Lamoureux, direction Charles Lamoureux, 13 décembre 1885[9]
- Concerts Lamoureux, direction Charles Lamoureux, 20 décembre 1885[10]
- Association artistique d'Angers, direction Jules Bordier, 24 janvier 1886[11]
- Concerts Lamoureux, direction Charles Lamoureux, 5 décembre 1886[12]
- Concerts Lamoureux, direction Charles Lamoureux, 12 décembre 1886[13]
- Concerts Lamoureux, direction Charles Lamoureux, 27 novembre 1887[14]
- Société des Concerts populaires de Nantes, 1891[15],[16]
- Société des concerts du conservatoire de Toulouse, direction Bernard Crocé-Spinelli, 14 novembre 1908[17]

## Discographie
- Poèmes symphoniques : Andromède, Irlande, Pologne, Ouverture pour une comédie, La Nuit et l'Amour, Augusta Holmès, Deutsche Staatsphilharmonie Rheinland-Pfalz, direction de Samuel Friedmann, 1990-1992, Marco Polo, 223449